# Gays Mills
Gays Mills – wieś w Stanach Zjednoczonych, w stanie Wisconsin, w hrabstwie Crawford.